# 1693 Hertzsprung
1693 Hertzsprung è un asteroide della fascia principale del diametro medio di circa 38,67 km. Scoperto nel 1935, presenta un'orbita caratterizzata da un semiasse maggiore pari a 2,8015787 UA e da un'eccentricità di 0,2695717, inclinata di 11,92720° rispetto all'eclittica.
L'asteroide è dedicato all'astronomo e chimico danese Ejnar Hertzsprung.